# 히즈 올 댓
《히즈 올 댓》(영어: He's All That)은 미국에서 제작된 마크 워터스 감독의 2021년 십대 로맨틱 코미디 영화이다. 1999년 영화 《쉬즈 올 댓》을 성별 반전한 리메이크작이다. 애디슨 레이, 태너 뷰캐넌, 매디슨 페티스, 레이철 리 쿡, 페이턴 마이어 등이 출연하였다.

## 출연
- 애디슨 레이
- 태너 뷰캐넌
- 매디슨 페티스
- 레이철 리 쿡
- 페이턴 마이어
- 매슈 릴러드
- 마이라 멀로이
- 코트니 카다시안